# محنشة
المحنشة هي حلوى منتشرة في العديد من مناطق المغرب العربي، تتعدد مراحل إنتاجها من حيث الشكل والمذاق، وقد تختلف طريقة التحضير والإنتاج من منطقة إلى أخرى، إلا أنها تعتبر من الحلويات التي تتميز بصعوبتها وتنوع مقاديرها.

## التأثيل
تأتي كلمة محنشة في هذا المصطلح لشكلها الدائري المدور، لأنها تعد بشكل مستدير ومُلتوي على صحن دائري ومن هنا جاءت تسمية مُحنّشة. سميت محنشة بهذا الاسم لطريقة التوائها مثل الحية التي تدعى «الحنش» في اللهجتين المغربية والجزائرية.
يعتبر المغرب العربي موطنها الأصلي، ويقال أنها نشأت في القصور الملكية كما ذكرها مؤرخ الدولة العلوية الشريفة عبد الرحمن بن زيدان في كتابه إتحاف أعلام الناس بجمال أخبار حاضرة مكناس. و أنها قد اخدت اسمها من قصر المحنشة المجود في المملكة المغربية بمدينة مكناس و الذي اخد هو كذلك اسمه من النافورة الملتوية على شكل حية الموجودة في القصر.

## المحنشة في الأدب و التقاليد

### المغرب
ذكرها الشاعر المغربي محمد بن علي المسفيوي الدمناتي (1863-1931) قي قصيدة اَلزَّرْدَة إلى جانب الأطباق المغربية التقليدية الأخرى مشيرا إلى فن الطبخ المغربي.
فالقصيدة تروي قصة رجل دعا جاره لكي يعد له زردة عظيمة تليق بالملوك و أن يحضر له طبق من كل أطباق و خيرات المطبخ المغربي : «هَاتْ اَلْبْسَاطَلْ اَلْمَحْسُونَة * وَ اَلُّوزْ فِي اَوْسَطْهَا يَلْبَا * وَكْذاكْ بَاَلسّْمَنْ مَدْهُونَة * ومْحَنّْشَة اَنْحَبّْ ابْرَغْبَة * اَتْكُونْ رَايْقَة مَتْقُونَة».
ذكر عبر التاريخ أن تحضير المحنشة في الأعراس يعود إلى تقاليد أهل المغرب، خصوصا أهل مدينة فاس. يرجع تصور أهل المغرب لضرورة المحنشة في الأعراس ما ترمز له من ناحية الشكل للاعتقاد في قوة الارتباط بين الزوج والزوجة والتفافهما حول بعضهما.
أكد الشيف الفرنسي الكبير بيير هيرمي (Pierre Hermé) الحاصل على لقب أفضل طاهي معجنات في العالم في عام 2016، أن المحنشة طبق كلاسيكي من التراث المغربي و أنه أعاد إحياؤها على طريقته في مطابخ المامونية في مراكش.

### الجزائر
تشير بعض المصادر إلى أن "المحنشة" كانت في البداية فطائر عثمانية مملحة دخلت الجزائر خلال التواجد العثماني (1514–1830)، ثم تحولت إلى حلوى حلوة في الجزائر، وانتقلت لاحقًا إلى المغرب.

## أنواع
توجد أنواع كثيرة من المحنشة:

### المحنشة الحلوة
غالبا ما تكون باللوز كما يمكن أن تكون محشية بالكريمة، الشكولاتة، البرالين، الفواكه أو الأملو الأمازيغي المغربي. ترش بالسكر البودرة و تزوق.

### المحنشة المالحة
يمكن تحضيرها باللحم، الدجاج أو الحمام. يمكن أن تكون بحرية بالسمك أو بالروبيان أو نباتية بالخضار مثل البطاطس و الفطر والفلفل الحلو إلخ...

### المحنشة المالحة و الحلوة في نفس الوقت
يعرف المغرب بالطبخ الذي يمزج بين المذاق المالح و الحلو. يمكن تحضير المحنشة بالدجاج و اللوز أو بالتفاية المغربية الحلوة.
قد يختلف حجمها حسب إذا كانت طبقًا رئيسيًا أو مقدمة كامقبلات أو حلوى.

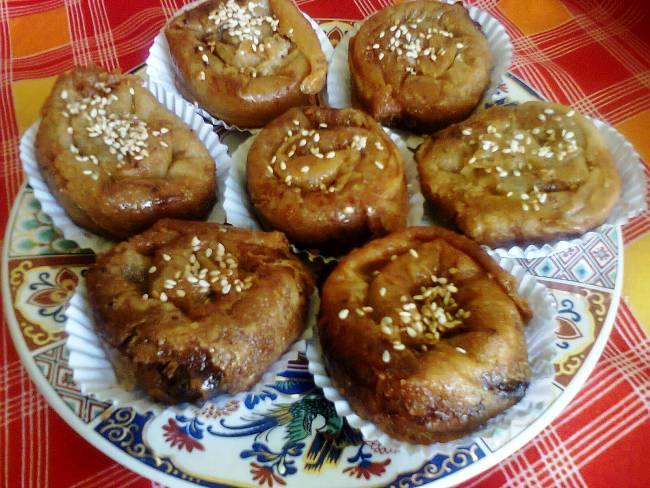
محنشة حلوة، المطبخ الجزائري.

## المكونات
تحضر المنحشة الأصلية على الطريقة التقليدية باستعمال ورق البسطيلة المغربية للتأمين على الجودة و الأصالة :
- ورق البسطيلة
- زبدة مذابة
- بياض بيضة واحدة.

وللحشوة:
- 500 غرام لوز مقشر.
- 250 غرام سكر سنيدة.
- 1/2 ملعقة صغيرة مسكة حرة مطحونة مع القليل من السكر.
- 2 مل ماء الزهر أو قطرات من مستخلصات زهرة البرتقال.
- 20 غرام زبدة.
- قليل من قرفة.

ولعملية التزيين يحتاج الطباخ إلى:
500 غ عسل، 8 سل ماء الزهر، 50 غ رقائق اللوز أو سكر صقيل ناعم والقليل من القرفة.

## طقوس مرتبطة

### المغرب
في المغرب يتم تقديم هذا الطبق بعد غسيل الأيادي على الطريقة المغربية الأصلية باستخدام ما يسمى بالشلال المغربي الذي يعتبر من طقوس الضيافة المغربية و هو عبارة عن إناء أو شلال متحرك يمنح للضيوف إمكانية غسل الأيادي بدون التحرك من مكانهم إحتراما للضيف حيث يقدم الشلال مباشرة إلى أيادي الضيف ليتمكن بغسيل أياديه قبل الأكل.